# La freccia nel fianco (film)
La freccia nel fianco è un film del 1945 diretto da Alberto Lattuada e Mario Costa (subentrato al primo), tratto dal romanzo omonimo di Luciano Zuccoli.

## Trama
Nicoletta, sposata con l'ingegner Luigi Barbano, ritrova a un concerto il giovane pianista Brunello, suo compagno di giochi al tempo in cui il futuro artista aveva solo dodici anni e lei diciotto. Questo incontro, dopo una così lunga parentesi, riaccende in Nicoletta antichi, dolci ricordi. Non solo, la donna sente nascere un forte sentimento d’amore, peraltro ricambiato dal pianista. La cosa non sfugge al marito che, travolto dalla gelosia, decide di andarsene lasciando la moglie al suo destino.
Nicoletta ora è libera, e Brunello le propone di partire con lui e vivere insieme. Ma poco dopo, gli impegni 
di lavoro sembrano farlo cadere in uno stato di incertezza sul suo futuro.
Brunello se ne va infine da solo, dopo un’unica notte d’amore, mentre Nicoletta, presa da rimorsi insopportabili nei confronti del marito, nonostante quest'ultimo sia disposto a perdonarla, decide di porre fine alla sua esistenza.

## Produzione
Prodotto da Carlo Ponti e girato per gli interni a Cinecittà, le riprese furono interrotte il 10 settembre 1943, per essere riprese dopo la liberazione di Roma nel 1944; fu Mario Costa a dirigere le ultime parti del film.

## Distribuzione
Il film uscì nelle sale cinematografiche italiane l'8 settembre del 1945.

## Critica
«Il film di Lattuada cerca di rispettare, nella sua semplice esteriorità, la trama del racconto, ma è una regia scupolosa e meticolosa, tutta piena di sottolineature filosofiche sostenute da un ritmo che non si può davvero considerare agile. La tecnica è sapiente ma la sostanza narrativa è diluita in un seguito di sequenze elaborate in bello stile e quindi statiche. Ad ogni modo il racconto si segue. Se non diverte non annoia...» Fabrizio Sarazani ne Il Tempo del 17 ottobre 1945.